# Ганка Ордонувна
Га́нка Ордону́вна (пол. Hanka Ordonówna), настоящее имя — Мари́я А́нна Петруши́нская (пол. Maria Anna Pietruszyńska; 25 сентября 1902, Варшава, Польша, Российская Империя — 8 сентября 1950, Бейрут, Ливан) — польская актриса, певица и танцовщица.

## Биография
Мария Анна Петрушинская (настоящее имя Ганки Ордонувной) родилась 25 сентября 1902 года в Варшаве (Польша, Российская Империя). В детстве она посещала балетную школу при Большом театре в Варшаве, а в 16-летнем возрасте дебютировала в небольшом театре «Сфинкс». Затем выступала в люблинском театре «Wesoły Ul», где завоевала популярность как исполнительница солдатских песен. После закрытия театра вернулась в Варшаву и выступала в кабаре «Мираж» и «Qui Pro Quo».
Огромную роль в её становлении как артистки сыграл Фридерик Яросы. Под его руководством обрела свой неповторимый стиль. Большую популярность ей принесла песня «Любовь тебе всё простит» (пол. Miłość ci wszystko wybaczy) из фильма «Шпион в маске» (1933). Эта песня стала визитной карточкой Ханки. Много гастролировала за границей: в Париже, Берлине и Вене.
В 1931 году вышла замуж за графа Михала Тышкевича, который был автором многих её песен. В браке не было детей, они усыновили племянника графа — сына его погибшего брата.
Скончалась 8 сентября 1950 года в Бейруте (Ливан) после продолжительной борьбы с туберкулёзом в 47-летнем возрасте.